# Quatuor à cordes no 3 de Bartók
Pour les articles homonymes, voir Quatuor à cordes no 3.
 (février 2024).
Si vous disposez d'ouvrages ou d'articles de référence ou si vous connaissez des sites web de qualité traitant du thème abordé ici, merci de compléter l'article en donnant les références utiles à sa vérifiabilité et en les liant à la section « Notes et références ».
Le Quatuor à cordes no 3 en do dièse mineur, Sz. 85, BB 93, est le troisième quatuor à cordes du compositeur hongrois Béla Bartók, composé en 1927.

## Contexte historique
Il a été composé à Budapest en septembre 1927, soit près de 10 ans après son précédent, et, profitant de sa première visite aux États-Unis, Bartók le dédie à la Musical Fund society de Philadelphie. Il bénéficie du prix Coolidge, avec Alfredo Casella, partageant près de 6000 dollars. Il est créé en 1928 à Philadelphie puis le 19 février 1929 à Budapest, par le quatuor Waldbauer-Kerpely.
Il se compose de deux parties suivies de deux mouvements plus brefs rappelant les thèmes des deux premiers, le tout étant joué d'une seule traite. C'est le plus court de ses quatuors, son exécution ne demandant qu'un quart d'heure environ.
1. Prima parte : moderato
2. Seconda parte : allegro
3. Ricapitulazione della prima parte : moderato
4. Coda : allegro molto

## Enregistrements
- New Music String Quartet, Bartok Quatuor n°3, 1949 Bartok Records BRS-001, premier enregistrement de l'œuvre[1].